# کسی مثل تو (فیلم ۲۰۰۹)
کسی مثل تو (به تامیلی: Unnaipol Oruvan) فیلمی محصول سال ۲۰۰۵ و به کارگردانی چاکری تولتی است. در این فیلم بازیگرانی همچون کمال حسن، موهن لال، داگوباتی ونکاتش، لاکشمی، گانش ونکاترامن، آنوجا ایر و پونام کائور ایفای نقش کرده‌اند.